# Domenico Flabanico

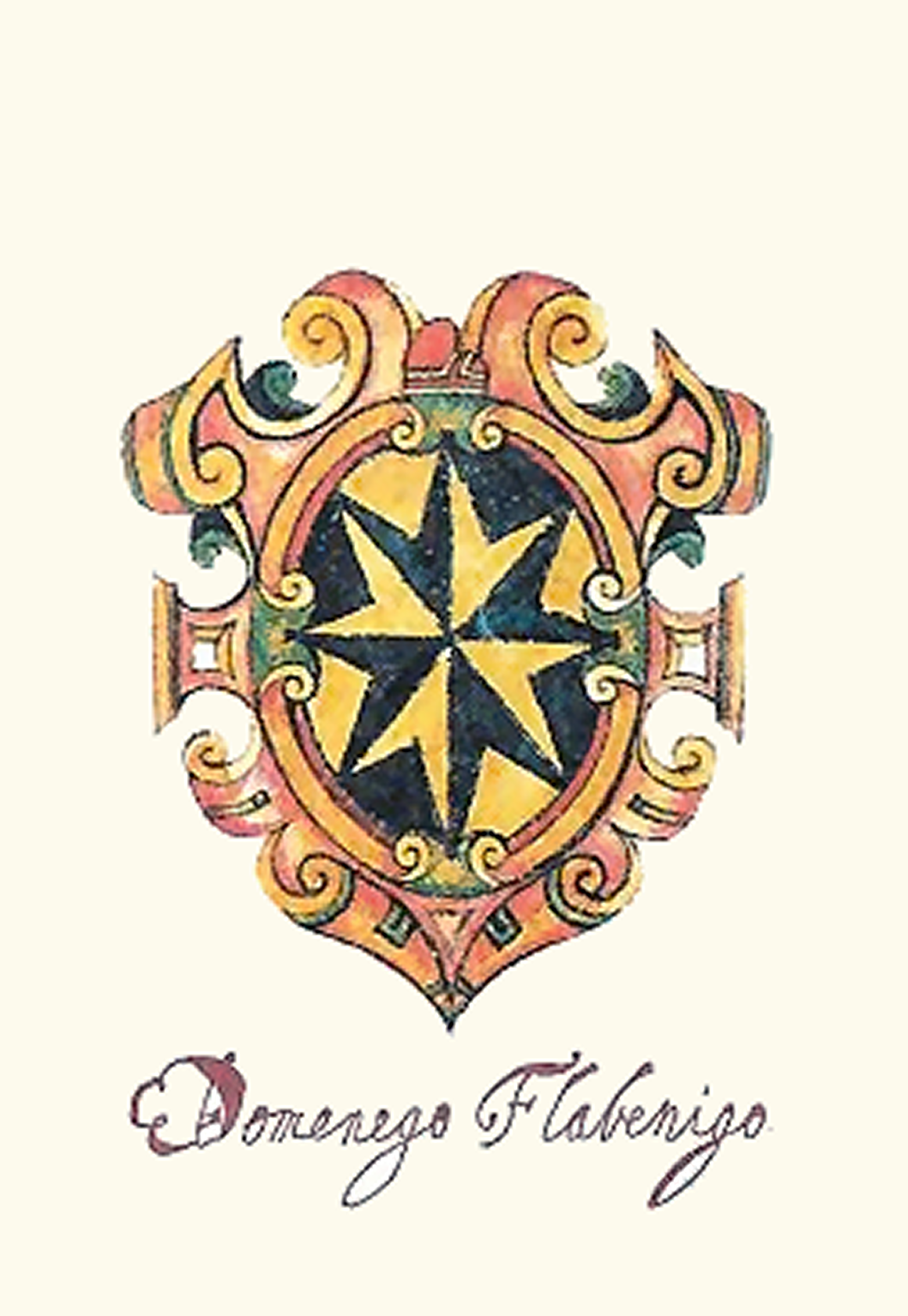
Wappen des „Domenego Flabenigo“, wie es den Vorstellungen derartiger Wappen im frühen 17. Jahrhundert entsprach Bei den Wappen frühmittelalterlicher Dogen handelt sich um bloße Rückprojektionen sehr viel jüngerer Familienwappen. Die Heraldik setzte erst im 3. Viertel des 12. Jahrhunderts ein. Später wurden auch Wappen an die frühen Dogen vergeben, die nie ein Wappen geführt hatten („fanta-araldica“); dies diente dazu, die Familien dieser Epoche mit möglichst frühen Dogen in ein verwandtschaftliches Verhältnis zu setzen, was ihnen Ansehen sowie politischen und gesellschaftlichen Einfluss verschaffte. Es wurden also die Wappen der sehr viel späteren Nachfahren dieser Dogen auf die angeblichen oder tatsächlichen Mitglieder der (angeblich) seit 697 in Venedig herrschenden Familien zurückprojiziert.

Domenico Flabiano, auch Flabiano, Flabanico oder Flabianico († 1043), war, folgt man der sogenannten Tradition, also der seit dem 14. Jahrhundert zunehmend staatlich gesteuerten Geschichtsschreibung der Republik Venedig, ihr 29. Doge. Er regierte von 1031/1032 bis 1043 und erzielte in mehrfacher Hinsicht einen Wendepunkt: Er stabilisierte die Herrschaft nach innen und beendete die Zeit der Versuche, eine Art Erbmonarchie in Venedig zu errichten, er griff in das Investiturrecht des Patriarchen von Grado ein, und er stärkte nach außen Venedigs Autonomie gegenüber den beiden Kaiserreichen.
Bevor Flabanico sein Amt antrat, herrschten in Venedig chaotische Zustände. Nach der Vertreibung seines Vorgängers Pietro Centranigo und dessen Flucht nach Konstantinopel, versuchten die abgesetzten Orseolo, die ihr Ziel der Installierung einer Erbmonarchie mit Beharrlichkeit verfolgten, sich wieder ihrer Ämter zu bemächtigen. Sie waren aber auf den Widerstand Konrads II. gestoßen, der die Opposition in Venedig unterstützte, mit dem Ziel, Venedig dem historisch gewachsenen Einfluss von Byzanz zu entziehen. Nach dem besagten Sturz seines Vorgängers war der Dogensitz ein Jahr lang verwaist. 
1032 wurde Domenico Flabanico, der Führer der Oppositionspartei, gewählt. Mit ihm endete der dritte und letzte Versuch, eine Erblichkeit des Dogenamtes und damit eine Dynastie durchzusetzen. Denn im Jahr 1040 wurde allen Dogen untersagt, einen Mitdogen oder Nachfolger zu bestimmen, womit ein entscheidender Schritt getan war, zukünftige Dynastiebildungen zu unterbinden. Ein Konzil in der Markuskirche legte im selben Jahr ein Mindestalter für Kleriker fest, der jeweilige Metropolit musste erst seine Zustimmung geben. Im nächsten Jahr griff der Doge in das Investiturrecht des Patriarchats von Grado ein.
Das Verhältnis zu Byzanz kühlte sich wohl ab, doch war Flabanicos Herrschaft eine Zeit des äußeren Friedens. Konrad II. unterstützte allerdings den Patriarchen von Aquileia gegen seinen Amtskollegen aus Grado, wogegen sich Venedig wehrte. Dort erkannte man, dass eine solche Entscheidung die venezianischen Bistümer in ein Gehorsamsverhältnis zu einem Reichsfürsten gebracht hätte, eben dem Patriarchen. Konrads Nachfolger Heinrich III. erneuerte, im Gegensatz zu seinem Vorgänger, der Venedig als Reichsfeind betrachtet hatte, die traditionellen Privilegien der Lagunenstadt im Jahr 1040. Der feindlich gesinnte Patriarch Poppo von Aquileia starb 1042. 1044 wurde die besagte Entscheidung widerrufen, was Venedigs Autonomie stärkte.

## Herkunft, gesellschaftlicher Aufstieg
Der spätere Doge entstammte einer tribunizischen Familie. Flabanico war Landbesitzer, doch ist nicht sicher, ob er als Seidenhändler tätig war, wie einige vermuten.
Auch ist unbekannt, ob er verheiratet war oder Kinder hatte. Nur einige Angehörige seiner Familie des 10. und 11. Jahrhunderts sind bekannt, doch die verwandtschaftliche Beziehung zu diesen überlieferten Personen ist ungeklärt. So erscheinen 960 ein Domenico und ein Giovanni Flabiano, 982 zwei weitere Männer namens Giovanni sowie zwischen 998 und 1024 ein anderer Domenico. Im Umkreis des Dogen erscheint zwischen Juni 1037 und 1041 ein Stefano als Zeuge in Urkunden des Dogen, der 1084 bereits verstorben gewesen sein muss. Aus dem Jahr 1064 stammt ein Hinweis auf einen iudex Pietro Flabiano. Er sprach Recht in einer Auseinandersetzung mit dem Abt des Klosters Brondolo auf dem oberitalienischen Festland nahe der Lagune von Venedig.
Im Zuge der Machtkämpfe zwischen den einflussreichsten Familien Venedigs wurde Flabanico zum Wortführer der Opposition gegen den Dogen Ottone Orseolo, der 1024 erstmals Venedig räumen musste, um nach Istrien zu fliehen. Doch kehrte er nach kurzer Zeit in sein Amt zurück. 1026 gelang seine Absetzung und er wurde ins Exil nach Konstantinopel geschickt. An seiner Stelle wurde Pietro Centranico zum Dogen erhoben, auch Barbolano genannt. Dieser wiederum wurde vier Jahre später von den Anhängern der Orseolo gestürzt, der Doge zurückgerufen. An seine Stelle trat jedoch zunächst für eine Übergangszeit der Patriarch von Grado Orso Orseolo. Nun musste Flabanico aus Venedig fliehen. Als die Delegation in Konstantinopel eintraf, die den verbannten Dogen zurückholen sollte, war dieser bereits gestorben. In Venedig trat daher nach 14 Monaten der Patriarch vom Amt des Dogen zurück. Ein weiterer Orseolo, Domenico, versuchte den Dogenstuhl zu erlangen, doch wurde er nach nur einem Tag und einer Nacht vertrieben. Er floh nach Ravenna. An seiner Stelle nun wurde Flabanico zum Dogen gewählt, während er noch an einem nicht überlieferten Ort im Exil war. Unklar ist, ob die Wahl in den ersten Monaten des Jahres 1031 stattfand, oder, wie traditionell überliefert, im Jahr 1032.

## Das Dogenamt

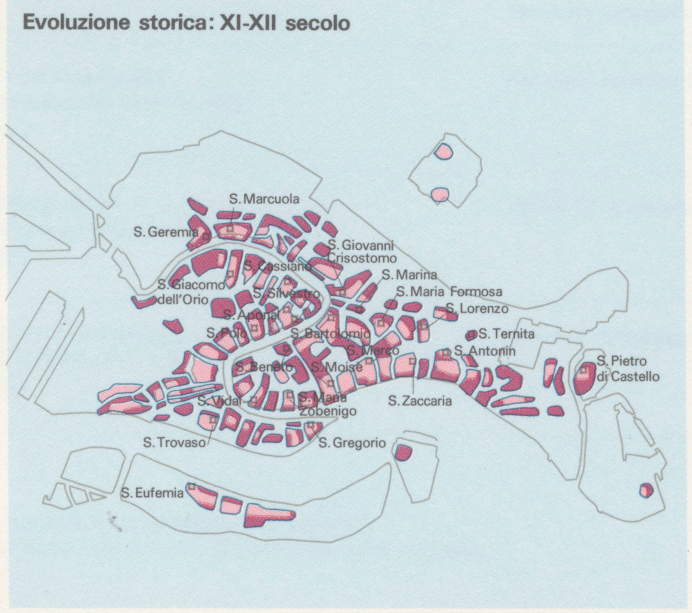
Karte der Inseln Venedigs im 11./12. Jahrhundert

Unter Flabanico, der vom arengho, der Vollversammlung venezianischer Bürger, unterstützt wurde, wurden die Weichen für Venedigs Verfassung gestellt, die einer geschlossenen Gruppe adliger Familien die Herrschaft sicherte und Venedig selbst eine in Europa einzigartige Stabilität. Dem Dogen wurden zwei Berater, die consiglieri zur Seite gestellt, eines der ersten Indizien für die Einleitung eines Prozesses, der schließlich in der vollständigen Entmachtung des Dogen endete, als er – nach der Verfassung – nur noch eine machtlose, wenn auch glanzvolle Repräsentationsfigur war. Es bildete sich neben dem arengho der consiglio minore, Keimzelle des späteren Gremiums der pregadi bzw. des Senats.
Unter Flabanicos geschickter Politik – die Situation vor seiner Herrschaft wurde als ‚chaotisch‘ charakterisiert, denn der Doge Ottone Orseolo war in Konstantinopel gestorben, ein phantomgleicher Domenico Orseolo hatte für einen Tag das Dogenamt okkupiert – ließen die sozialen Spannungen und die Machtkämpfe unter den Parteien nach, was ihm die Benennung als „prudentissimus vir“ eintrug. Außenpolitisch erlebte die Stadt, abgesehen von der Abkühlung des Verhältnisses zu Byzanz, eine Zeit des Friedens.
Zwar wird er in der Origo als Haupt des venezianischen Volkes bezeichnet, doch ist nicht klar, was dies bedeutete. Von einer Umwälzung der Machtverhältnisse kann jedenfalls nicht die Rede sein, er war keinesfalls ein Gegner der traditionell führenden Familien. Allerdings erreichte er im Jahr 1040 einen bedeutenden Schritt, die Macht des Dogen einzudämmen, indem ihm untersagt wurde, während seiner Amtszeit einen Mitdogen zu bestimmen oder einen Nachfolger, noch gestattete man fortan dies einem anderen, dies an Stelle des Dogen zu tun. Der Chronist Andrea Dandolo, selbst Doge, nennt dies im 14. Jahrhundert ein „salutare provvedimento“ (S. 209).
Die Chronik, die Piero Giustinian zugewiesen wurde, nennt unter dem neuen Dogen die Eröffnung von Prozessen gegen die Orseolo, und eine Verbannung der gesamten Familie, doch handelt es sich dabei um einen offenkundigen Irrtum. Die Orseolo blieben auch weiterhin Inhaber bedeutender Posten. Im Jahr 1036 war ein Pietro Orseolo, vielleicht ein Sohn des Dogen Domenico, auf Rialto weiterhin im Besitz des väterlichen Erbes. Ein Teil davon wurde legal in den Besitz der Familie Flabiano übertragen, wie ein Dokument vom Mai 1084 erweist.
Im Jahr 1040 fand in der Markuskirche ein Konzil der Bischöfe Venetiens statt. Dort wurde festgesetzt, dass ein Priester mindestens 30 Jahre alt sein musste, ein Diakon 25. Ausnahmen sollte es fortan nur noch mit der Zustimmung des Metropoliten geben. Damit reagierte die Versammlung auf die Amtseinsetzungen von Vitale Orseolo und Domenico Gradenigo, die mit 16, bzw. 18 Jahren ihr Amt angetreten hatten. 1041 intervenierte der Doge im Streit zwischen dem Patriarchen Orso und dem Bischof von Olivolo um die Rechtsprechung an der Kirche San Trovaso. Er erkannte beiden das Investiturrecht zu.

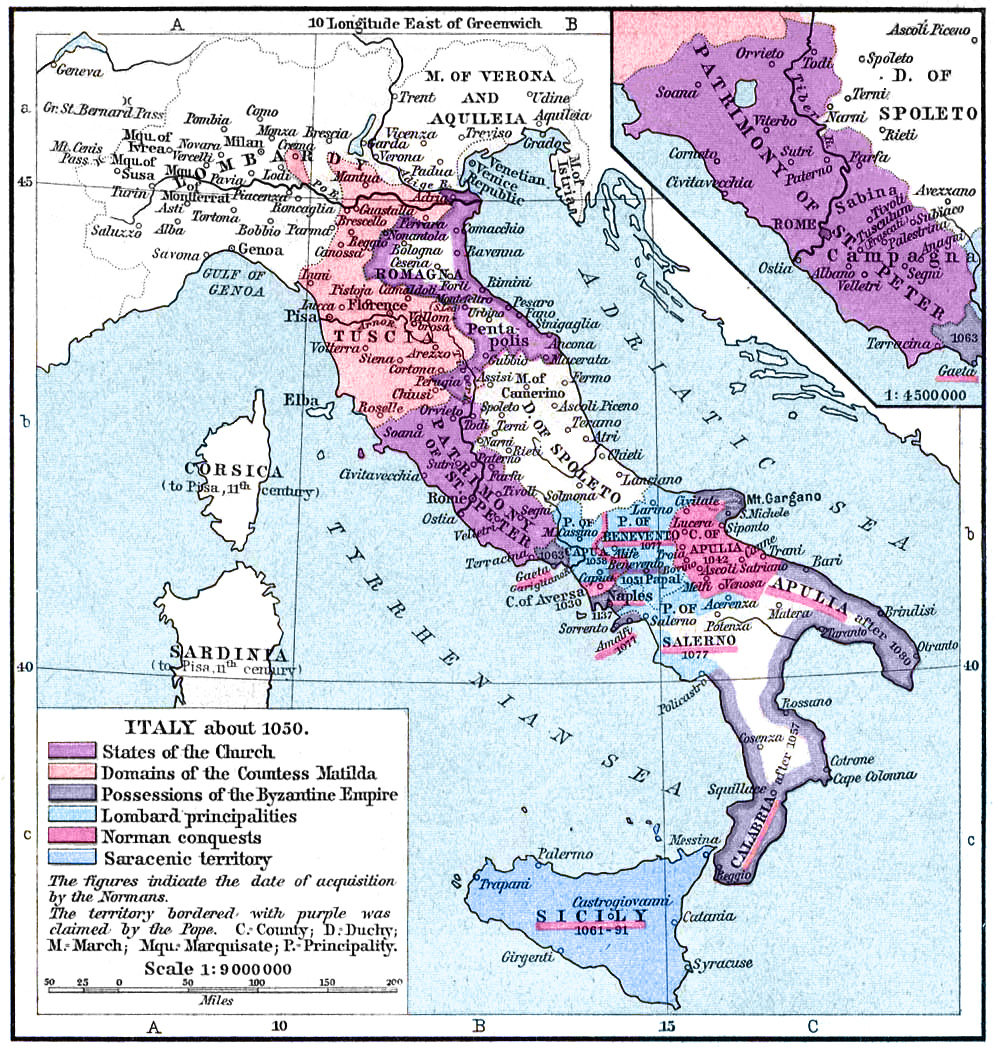
Italien Mitte des 11. Jahrhunderts

Außenpolitisch setzten sich die Konflikte mit dem Römisch-deutschen Reich fort. Kaiser Heinrich II. hatte Wolfgang von Treffen 1019 als Poppo von Aquileia zum Patriarchen erhoben. Als die Orseolo zum ersten Mal vertrieben wurden, bemächtigte sich Poppo der Stadt Grado, doch der dortige Patriarch erreichte beim Papst die Wiederherstellung des Status quo und die Verdammung von Poppos Untaten.
Doch mit Heinrichs Nachfolger Konrad II. änderte sich die außenpolitische Situation im Nordosten Italiens. Der König weigerte sich Anfang 1026, die seit langem bestehenden Verträge mit Venedig zu erneuern. Eine von Konrad im nächsten Jahr in Rom einberufene Kirchenversammlung erkannte Poppos Ansprüche auf Grado an, während die Stadt zu einer einfachen Kirchengemeinde degradiert werden sollte. Wohl mit Unterstützung des byzantinischen Kaisers wehrten sich die Venezianer gegen diesen Angriff auf ihre Rechte, denn in dieser Form durchgesetzt lief dieser Beschluss auf die Vernichtung der Selbstständigkeit der Kirche Venedigs hinaus, denn die dortigen Bistümer unterstanden dem Patriarchen von Grado. Dies wiederum wäre zu Lasten der politischen Autonomie der Stadt gegangen, die seit langem darauf hinarbeitete, dass seine Bistümer keinem nicht-venezianischen Patriarchen unterstanden. Mit Venedig trat Konrad nicht einmal in Verhandlungen ein. Noch Jahre später hielt er sie für Reichsfeinde und Rebellen. 1034 räumte Konrad in einer Urkunde dem Patriarchen von Aquileia das Territorium zwischen den Flüssen Piave und Livenza ein. Erst mit dem Tod des Kaisers im Jahr 1039 ließ der massive Druck auf Venedig nach.
Sein Nachfolger Heinrich III. erneuerte bereits 1040 die Privilegien des bedeutenden Klosters San Zaccaria. Einen Besuch des Kaisers als Pilger in Venedig hat es allerdings nie gegeben, wenn dies auch für die Zeit um 1036/37 lange vermutet worden ist. Damit endete auch die feindselige Politik Poppos, der im neuen König keinen Rückhalt fand. Ende September 1042 starb der Patriarch. Außerdem wurde 1044 der besagte Beschluss widerrufen.
Über die Beziehungen zum östlichen Kaiserreich ist nichts bekannt. Die Überlieferung, dem Dogen sei der Titel eines Protospatharios verliehen worden, ist unsicher.
Der Doge starb in fortgeschrittenem Alter in der ersten Jahreshälfte 1041, wie ein Dokument vom Juni dieses Jahres belegt, das sich auf Ereignisse unter dem Dogen bezieht. Nach Marin Sanudo wurde er im Kloster Santa Croce beerdigt (im 19. Jahrhundert abgerissen; dort befinden sich heute die Giardini Papadopoli). Andere Chroniken nennen San Giorgio Maggiore oder San Zaccaria, wiederum andere behaupten, der Ort der Beisetzung sei unbekannt, darunter Marin Sanudo selbst in seinem De origine, situ et magistratibus urbis Venetae ovvero La Città di Venezia.

## Rezeption

### Vom Spätmittelalter bis zum Ende der Republik (1797)
Venedigs Verhältnis zu den beiden Kaiserreichen unter Konrad II. und Romanos III. hatte sich aus unterschiedlichen Gründen verschlechtert. Die Deutung, die die venezianische Geschichtsschreibung dem Leben Domenico Flabanicos gab, war zum einen auf die inneren Auseinandersetzungen zwischen den clanartigen Familienverbänden ausgerichtet, zum anderen endete mit ihm die Möglichkeit der Dogen, einen Mitdogen und damit erfahrungsgemäß einen Nachfolger (meist einen Sohn) auf den Dogenstuhl zu hieven. Zudem endete durch die Aktivitäten der hinter ihm stehenden Partei, sieht man von der eintägigen Herrschaft des letzten Orseolo, jenes kaum bekannten Domenico ab, der letzte Versuch, aus Venedig eine Erbmonarchie zu machen. 
Das Augenmerk der wichtigsten und am häufigsten zitierten Chronik Venedigs, der des Dogen Andrea Dandolo, repräsentiert dabei in vollendeter Form die Auffassungen der zu seiner Zeit bereits fest etablierten politischen Führungsgremien, die vor allem seit diesem Dogen die Geschichtsschreibung steuerten. Sein Werk wurde von späteren Chronisten und Historikern immer wieder als Vorlage benutzt. Daher wurde es überaus dominierend für die Vorstellungen von der venezianischen Geschichte vor seiner Zeit. 
Dabei stand bei Dandolo die Herleitung und Legitimation des territorialen Anspruches seiner Heimatstadt im Mittelpunkt, denn nur diese entzog sich in Oberitalien der römisch-deutschen Herrschaft. In diesem Zusammenhang war schon immer die Anerkennung und möglichst die Erweiterung der „alten Verträge“ durch die jeweils neu ins Amt gelangten Kaiser (und Könige) von enormer Bedeutung. Die Frage der Erbmonarchie, an der die Candiano 976 in einer Katastrophe, und die Orseolo 1026/32 gescheitert waren, war zur Zeit Andrea Dandolos in keiner Weise mehr mit den Strategien des Interessensausgleichs zwischen den zu dieser Zeit vorherrschenden Familien, vor allem aber nicht mehr mit dem Stand der Verfassungsentwicklung in Übereinstimmung zu bringen. Der Doge, ab 912 nur noch durch Wahl zu bestimmen, dann von Tribunen partiell kontrolliert, nunmehr durch die Blockierung der Erbnachfolge in seiner Macht eingeschränkt, wurde nun von einem kleinen Ratsgremium umgeben. Die Etappen der politischen Entwicklungen, die schließlich zur Entmachtung des Dogen, dem man zunehmend Repräsentationsaufgaben zuwies, aber keine eigenständigen Entscheidungen mehr zugestand, war ein weiteres Darstellungsziel, gerade weil die Particiaco, Candiano und Orseolo hier gescheitert waren, wobei der letzteren Regiment geradezu absolutistische Züge trug. Das Scheitern der Orseolo war hier zentral, denn in einer Reihe von Etappen gelang es, die institutionelle Einbindung des Amtes bis zum 14. Jahrhundert vergleichsweise weit voranzutreiben – zudem wurden die Methoden des Sturzes weniger brutal, denn nunmehr wurde überwiegend in die Verbannung geschickt, wo früher Blendungen und Morde die häufigsten Mittel waren. Zugleich blieb einerseits der Ausgleich zwischen den ehrgeizigen und dominierenden Familien eines der wichtigsten Ziele, die Herleitung der herausgehobenen Position der ‚nobili‘ im Staat war andererseits von großer, partiell dem obigen Ziel widersprechender Bedeutung. 
Weil die Kirchenämter bei den Kämpfen eine wesentliche Rolle spielten, erschlossen sich dem Patriarchen von Aquileia und dem dahinterstehenden Reich, aber auch dem Papst, neue Möglichkeiten der Einmischung, gegen die sich Venedig seinerseits zur Wehr setzte. Auch wenn Pietro Centranigo nur ein Verlegenheitskandidat gewesen sein mag, so war sein Regiment dennoch ein erster Versuch einer kaum erkennbaren Partei unter Führung Domenico Flabanicos, den Trend zu absoluter Herrschaft in Venedig zu brechen.
Die Cronica di Venexia detta di Enrico Dandolo aus dem späten 14. Jahrhundert, die älteste volkssprachliche Chronik Venedigs, stellt die Vorgänge ebenso wie Andrea Dandolo auf einer in dieser Zeit längst geläufigen, weitgehend von Einzelpersonen, vor allem den Dogen beherrschten Ebene dar. Das gilt auch für „Domenego Flabanigo“. Die individuellen Dogen bilden sogar das zeitliche Gerüst für die gesamte Chronik, wie es in Venedig üblich war. Die Chronik erwähnt zwar, dass fast das ganze Volk den Dogen Ottone Orseolo gehasst habe, und dass „Domenego Flabanico“ ihn schließlich seiner Würde beraubte, doch ein Grund für den Hass wird nicht angegeben. Auch über die Motive für die Wahl des neuen Dogen mit großer Mehrheit schweigt die Chronik. Der seinerseits gestürzte Doge Centranigo sei – nach vier Jahren der Herrschaft – im Mönchshabit nach „Grecia“ verbannt worden. Diesen Sturz bringt der Verfasser in Zusammenhang mit Orso, dem Patriarchen von Grado und Bruder des gestürzten Ottone Orseolo, der seinerseits das Volk fürchtete und daher aus Venedig geflohen war, als Ottone verbannt wurde. Sein Bruder Orso, der Patriarch von Grado, kehrte bald zurück und erlangte die Dogenherrschaft. Er ließ „Domenego Flabanico“, die treibende Kraft hinter dem Aufstand gegen seinen Bruder, verbannen – Flabanico blieb während der gesamten Herrschaftszeit des Patriarchen in der Lombardei – und ließ Gesandte nach Konstantinopel reisen, um seinen Bruder aus der Verbannung zurückzuholen. Doch dieser war bereits gestorben, wie er aus Briefen des byzantinischen Kaisers entnahm. Nach einem Jahr und sechs Monaten zog sich der Patriarch aus dem Dogat zurück. Nun versuchte „Domenego Ursiolo“ ‚ohne den Willen des Volkes‘ und ‚nach dem Willen von Wenigen‘ Doge zu werden. Doch schon nach einem Tag „sentendo lo povolo conturbado contra de lui si tolse di quelo“, er floh also vor einer gegen ihn vorgehenden Menschenmenge, und zwar nach Ravenna, wo er, verbannt, bald starb. Im Gegensatz zu diesem letzten Orseolo wurde „Domenego Flabanigo“ vom gesamten Volk zum Dogen erhoben. Man schickte nach ihm in die Lombardei und er wurde ‚mit allergrößten Ehren‘ („cum grandissimo honor“) empfangen und als Doge bestätigt. Gegen die von allen gehassten Orseolo führte er „grandissimi processi“, verbannte viele von ihnen und verbot den Orseolo, jemals wieder ein Amt anzunehmen – was bis zur Zeit des Chronisten beachtet wurde, wie er schreibt. Die Stadt Zara aber rebellierte zum ersten Mal, und sie wurde erst vom nachfolgenden Dogen für die Venezianer zurückgewonnen. „Flabanigo“ starb nach zehn Jahren und vier Monaten der Herrschaft.

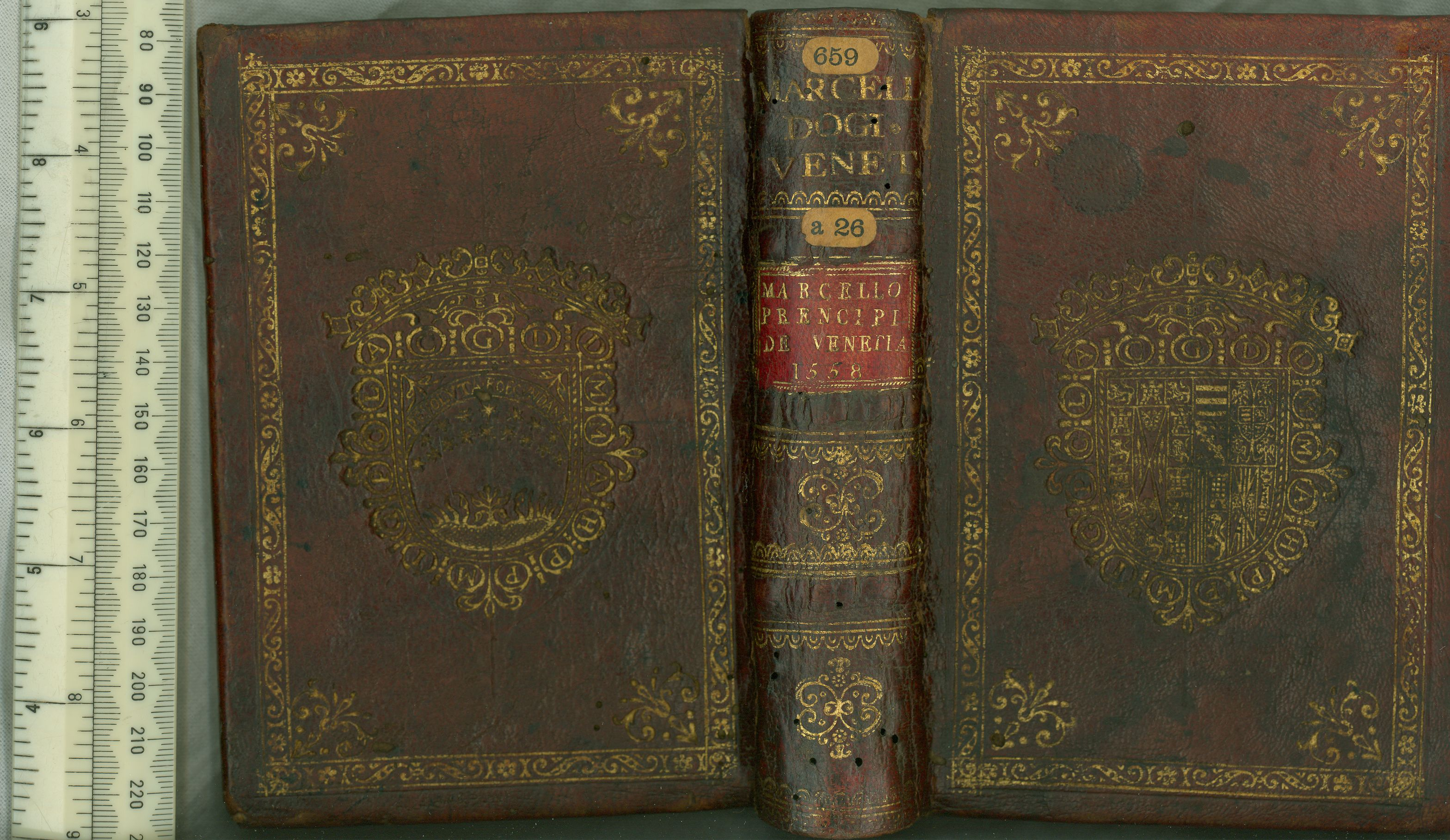
Umschlag einer Ausgabe der Vite de'prencipi di Vinegia des Pietro Marcello

Pietro Marcello meinte 1502 in seinem später ins Volgare unter dem Titel Vite de'prencipi di Vinegia übersetzten Werk, der Doge „Domenico Fiabanico Doge XXVIII.“ „fù creato Doge à voce di popolo“ (er wurde also durch die Stimme des Volkes zum Dogen). Nach der Rückkehr vom Kampf gegen die Kroaten war sein Vorgänger Ottone, „l'ottimo prencipe“, einer „vituperosa congiura“ des Domenico Flabanico zum Opfer gefallen und nach „Grecia“ verbannt worden. Auf Betreiben Poppos verhielt sich Konrad II. derweil gegenüber den Venezianern sehr feindlich („molto nimico“). In dieser Situation wurde der Doge Centranico nach vier Jahren vom Volk ergriffen, und, wie man sagt, auf Betreiben Orsos, geschoren, als Mönch bekleidet und ins Exil geschickt. Nach der Vertreibung sollte auf Veranlassung des Volkes („per commissione del popolo“) Orso so lange Doge sein, bis sein Bruder zurückgekehrt wäre. Nachdem aber Orso erfahren hatte, dass sein Bruder in der Verbannung gestorben war, zog er sich aus dem Amt zurück, woraufhin ein naher Verwandter Ottones, ein Domenico Orseolo, das Dogenamt ‚tollkühn‘ („temerariamente“) okkupierte. Doch das Volk vertrieb ihn nach einem Tag nach Ravenna, wo er wenig später starb. Für den Chronisten musste seinerzeit auch Flabanico die Stadt verlassen, als Orso Orseolo quasi als Doge fungierte. Das Volk verlangte nach diesem Rücktritt des Orseolo die Rückkehr Flabanicos. Die Orseolo-Familie sollte „come scandalosa, & contraria alla quiete della città“ vertrieben werden. Auch sollten ihre Angehörigen nicht mehr Dogen werden können, aber auch kein Magistrat, keine Würde mehr erhalten. Das Volk, das die Verdienste der Orseolo vergessen hatte, wie Marcello anmerkt, stimmte dem zu. Der neue Dogen unterband auch die Sitte, einen „compagno nel Principato“ zu erwählen. Vom Alter verzehrt starb der Doge nach zehn Jahren im Amt.
Nach der Chronik des Gian Giacomo Caroldo kam es um die Besetzung des Bistums Olivolo zu ‚großer Zwietracht‘ und auf Betreiben des Dominico Flabanico („per instigatione di Dominico Flabanico“) wurde der Doge Ottone Orseolo gestürzt und nach Konstantinopel verbannt. Dessen Bruder Orso hingegen ging nach Grado, von wo aus er die Rückkehr Ottones betrieb. „Pietro Barbolano over Centranigo fù publicato Duce“, er wurde also nur kundgemacht, keinesfalls wie üblich gewählt (warum das Amt nicht vom Aufstandsführer übernommen wurde, bleibt unklar). Im Gegenteil, so der Chronist, „non essendo grata a molti la denominatione di costui, furono per ciò suscitati molti rumori“. Der Doge wurde also von vielen nicht akzeptiert und es kam daher zu Unruhen. Aufgestachelt von Poppo widerrief der „Alemano imperatore“ nicht nur die „confederatione con Venetiani“, sondern er behandelte sie sogar wie Feinde. Zur gleichen Zeit unterwarf der König von Ungarn einige der Städte Dalmatiens. Die Venezianer, von außen dermaßen unter Druck geraten, riefen den verbannten Dogen Ottone Orseolo zurück, der Patriarch Orso Orseolo führte das Dogat in Abwesenheit seines Bruders. Er schickte, um Ottone zurückzuholen, einen weiteren Bruder namens Vitale, den Bischof von Torcello, „con molit primarij Venetiani“ in die byzantinische Hauptstadt, während der Führer der Rebellion von 1026, „Dominico Flabanico“ mit seinen Anhängern floh. „Dominico Orsiolo“ – „in favor suo havea quasi la metà del popolo“ (‚er hatte fast die Hälfte des Volkes auf seiner Seite‘) – standen alle anderen gegenüber, „che desideravano viver in libertà, havendo in odio la tirannide“ (S. 91). Seine Gegner waren demnach diejenigen, die in Freiheit leben wollten und die Tyrannei hassten. Nach nur einem Tag floh der letzte Orseolo auf dem Dogenstuhl. Ihm folgte als 30. Doge „Dominico Flabanico“ im Amt. Neben Regelungen, die für den Klerus bedeutsam waren, wurde dem Dogen untersagt, jemals einen „consorte“ zu Lebzeiten zu erwählen, ebenso wenig wie einen Nachfolger. Diese Regelung wurde noch zu seinen Zeiten beachtet, wie der Autor ausdrücklich vermerkt. In der folgenden Zeit war der byzantinische Kaiser mit seinen nördlichen und östlichen Nachbarn zunehmend beschäftigt, nämlich mit „Bulgari et Valachi et in Levante dalla maladetta Setta Mahumetana“, die das Reich angriffen. Aber auch die untertänigen Völker der „Hungari, Slavi, Croati et contermini popoli“ entglitten seiner Kontrolle. Mit erheblicher Macht widerstanden die Venezianer demnach den muslimischen Angriffen (‚der verfluchten mohammedanischen Sekte‘, wie sich Caroldo ausdrückt), die den Kaiser in Süditalien und in Kilikien bedrängten. Dabei war ein Teil des „antico odio frà l’Occidental et Constantinopolitano Imperio“ noch immer vorhanden, dann die „dissidentia frà la Romana et Greca Chiesa“ – gemeint ist das sich abzeichnende Schisma von 1054; doch die Venezianer wollten sich den östlichen „heresie“ nicht anschließen, um ihren Handel zu schützen („per il necessariocommercio alla loro Città“). Seit Pietro II. Orseolo war die venezianische Macht gestiegen und gefürchtet. Um in den Turbulenzen nach den Orseolo bestehen zu können, unterbanden die Venezianer den Versuch, eine „Monarchia“ zu errichten.
Auch Heinrich Kellner meint in seiner 1574 erschienenen Chronica das ist Warhaffte eigentliche vnd kurtze Beschreibung, aller Hertzogen zu Venedig Leben, „Dominicus Fiabanico“ sei 1034 „durch gemeine Stimm des Volcks Hertzog worden“. Nach seiner Rückkehr war Ottone acht Jahre zuvor „durch ein schändtliche Verrähterey von Dominico Fabianico uberfallen / wie er sich dessen am wenigsten versahe / ward im der Bart zur schande abgeschnitten/und im fünfftzehen jar seiner Regierung in Griechenland verjaget/daselbst er dann bald hernach starb.“ Gewiss sei, dass Konrad II. Venedig auf Betreiben Poppos großen Schaden zufügte. Der neue Doge wurde nach vier Jahren gleichfalls gestürzt und auf „befehl der Gemein“ erhielt nun Orso „das Regiment“, der Bruder des 1026 gestürzten Ottone. Ehe seine Gesandten den Bruder in Konstantinopel erreichten, „erfuhren sie/ daß er in Griechenland gestorben war“. Als dies Orso erfuhr, „sagt er das Ampt auff“. „Und in seinem abwesen drang Dominicus Orsoel/welcher Ottonis gar naher und grosser Freundt war / sich muthwilliglich in das Hertzogthumb/aber es blieb im das glück nicht lang/dass den andern tag / nach dem er sich des Hertzogthumbs angemaßt hatte/ist er von der Gemein/die irer Freyheit indenck war/verjagt worden.“ Der neue Doge „ist ein ursach gewesen/daß Hertzog Otto verjaget ward“. Nun „begert er an die Gemein/daß man das Geschlecht Orseolo als ärgerlich/unnd dem gemeinen Fried zuwider und gehessig / auß der Stadt Venedig verjagen/unn durch ein öffentlich Verbott ordnen solt /daß niemand auß demselbigen mehr zum Hertzogthumb/oder einiger andern Ehr/gelassen oder genommen werden solle.“ Dies konnte er bei dem „undanckbaren gemeinen Pöfel“ durchsetzen, der nicht mehr an die großen Verdienste der Familie dachte. Auch sorgte der Doge dafür, dass der Usus beendet wurde, „ein Gehülffen oder Coadiutorn“ zu nehmen.

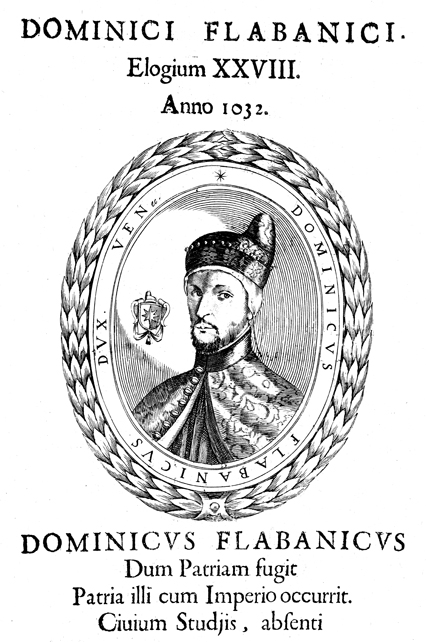
Leone Matina: Phantasieporträt des Dogen in der wohl ersten gedruckten Porträtserie aller bis dahin anerkannten Dogen, dem Ducalis regiae lararium von 1659

In der Übersetzung von Alessandro Maria Vianolis Historia Veneta, die 1686 in Nürnberg unter dem Titel Der Venetianischen Hertzogen Leben / Regierung, und Absterben / Von dem Ersten Paulutio Anafesto an / biss auf den itzt-regierenden Marcum Antonium Justiniani erschien, zählt der Autor, abweichend von Pietro Marcello, „Dominicum Flabanicum, Den 29. Hertzog“. Den Sturz Ottones verursachte zwar auch bei Vianoli jener „Dominico Flabanico“, doch sei „wiewol gantz verborgener Weise/Petrus Centranicus, der am allermeisten nach der Hertzoglichen Hoheit getrachtet/das Haupt gewesen“. Ob Petrus Centranicus die Dogenwürde „durch die gewöhnliche Wahl“ erlangte, oder „ob er sich derselben mit Gewalt bemächtigt“ habe, „weiß man nicht gewiß“. „Freywillig“ gab Orso sein Amt auf, als er vom Tod seines Bruders hörte. Er habe das Amt dem Domenico Orseolo überlassen – „worüber sich höchlich zu verwundern“, weil Autorität und Ansehen „allzu hoch gestiegen gewesen“ –, der jedoch vom Volk, das „über die allzu große Gewalt gedachter Familien etwas geeifert“ „gleich des folgenden Tags“ gezwungen wurde, sich nach Ravenna zurückzuziehen. Für Vianoli war Flabanico die treibende Kraft hinter dem Sturz der Orseolo, der wünschte, „daß man dieses gantze und so wohl meritirte Geschlecht als verderblich / dem allgemeinen Frieden zuwider und gehässig / und dem gantzen Vatterlande höchst schädlich ausrotten und verjagen solte.“ Auch bei Vianoli war es der „undankbar-gemeine Pövel“, der die Verdienste der Orseolo vergessen hatte. Auch ihm stand das Verbot, sich „Gehülffen“ zu nehmen vor Augen, aber auch, so ergänzt Vianoli, „daß man von Stund an zwey Bürger / mit dem Titul der Rähte / erwählen möchte / welche dem Hertzogen beständige Hülffe in allen seinen Anschlägen und Rahtgebungen leisten sollen.“ Die ersten, die dieses Amt ausübten waren demnach „Dominicus Selvus und Vitalis Valerius“. Aus diesem Gremium seien die „Pregadi oder die Erbetenen“ hervorgegangen. Nach zehn Jahren und vier Monaten im Dogenamt starb Flabanico im Jahr 1043.
1687 bemerkte Jacob von Sandrart in seinem Opus Kurtze und vermehrte Beschreibung Von Dem Ursprung / Aufnehmen / Gebiete / und Regierung der Weltberühmten Republick Venedig lakonisch, dass „Dominicus Flabanicus“ 1030 zum „(XXVIII.) Hertzog“ gewählt worden sei. Nach den Huldigungen „der von ihm überwundene[n] Lande“, der Städte Dalmatiens, war der Doge Ottone in „aufrührerischer Weise“ überfallen worden, nämlich von jenem „Dominico Flabanico, welcher ihm in dem 50. Jahr seines Alters den Bart abscheren ließ / so zu diesen Zeiten eine unaussprechlich grosse Schande war / und muste er benebenst nach Griechenland in das Elend wandern“ (S. 29). Für Sandrart war Orso derjenige, der Konrad II. gegen Venedig aufstachelte, bis es zum Sturz Centranigos kam und Orso zum Dogen wurde. Dieser trat jedoch „von selbsten“ zurück, als er vom Tod seines Bruders Ottone vernahm. Den Palast nahm nun „Dominico Urseolo, so ein naher Bluts-Freund des bemeldten Ottonis war“, doch wurde er gleich am nächsten Tag vertrieben. Flabanicus sorgte dafür, dass man „zu Venedig zwey Grund Gesetz machte.“ Die Orseolo wurden von der Regierung ausgeschlossen, wodurch „dann der Untergang dieses Geschlechts verursachet war.“ Außerdem durfte kein Doge mehr einen „Neben-Regenten zu sich nehmen.“ Der Doge starb bei von Sandrart nach elfjähriger Herrschaft im Jahr 1041.

### Historisch-kritische Darstellungen (ab dem 18. Jahrhundert)

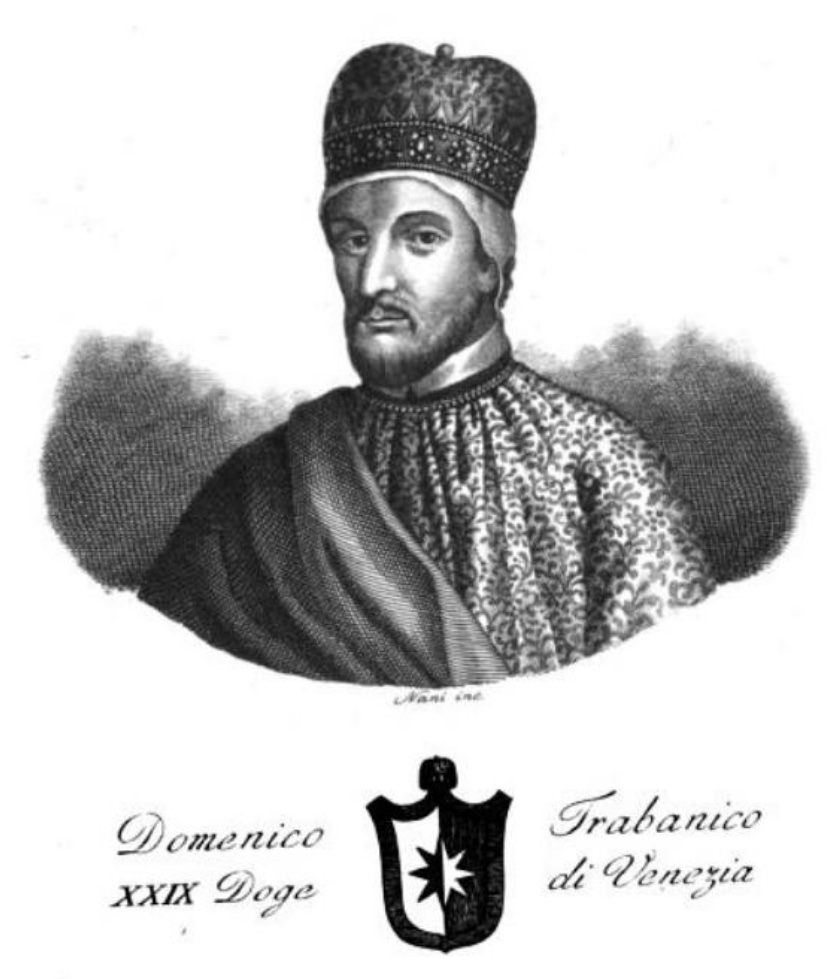
Phantasiedarstellung des Dogen „Domenico Frabanico“ aus den Jahren vor 1834, Antonio Nani: Serie dei Dogi di Venezia intagliati in rame da Antonio Nani. Giuntevi alcuni notizie biografiche estese da diversi, Bd. 1, Merlo, Venedig 1840, o. S. (Google Books)

Johann Friedrich LeBret publizierte ab 1769 seine vierbändige Staatsgeschichte der Republik Venedig, in der nach seiner Auffassung die Orseolo regierten „wohl, sie hatten schöpferische Staatsgenies: aber desto unerträglicher wurden sie einer Republik, je monarchischer ihre Denkungsart war“ (S. 233). „Wider den Otto Urseolus verschworen sich keine tugendhaften, sondern die lasterhaftesten Männer vom ersten Range“, stellt LeBret fest (S. 235). Nach dem Sturz Centranigos setzten die Orseolo eine „Zwischenregierung“ ein, um die Zeit bis zur Rückkehr Ottones zu überbrücken. „Einige der ältesten Geschichtsschreiber setzten den Patriarchen in die Reihe der wirklichen Regenten, die neueren, welchen es unbegreiflich scheint, daß ein Patriarch ihr Volk regieret habe, haben ihn aus diesem Verzeichnisse ausgelassen.“ Diese Entscheidung führt LeBret in einer Fußnote auf Lorenzo De Monachis (1351–1428) zurück (S. 256, Anm. 22), dessen Chronik zwischen 1421 und seinem Tod entstand. Als Orso nach 14 Monaten der Regentschaft angesichts des Todes seines Bruders Ottone, „den Abgott des Volkes“, vom Amt zurücktrat – er „empfand darüber den lebhaftesten Schmerzen, entsagte allen öffentlichen Geschäften, und begab sich in seinen Patriarchalpallast, wo er seinen Bruder zärtlich beweinete“–, versuchte ein letzter Orseolo namens Domenico die Macht mit Gewalt an sich zu reißen. Flabanico und seine Anhänger waren schon zuvor geflohen, als Ottone zurückberufen werden sollte. Domenico riss „auf die verhaßteste Art, ohne Einwilligung des Volkes, die Regierung an sich, aber ohne den Geist seiner Vorältern zu haben“ (S. 256). LeBret glaube, „So wenig man die Orseoler bezichtigen kann, daß sie despotisch regieret haben, so sehr richtete Dominicus sein ganzes Absehen auf diesen Gegenstand.“ „Daher währete seine Gewalt nicht länger, als einen Tag.“ Doch habe er Widerstand leisten wollen: „Als er endlich sah, daß so viele Hände schon ausgestrecket waren, sich in seinem Blute zu baden: so schlich er sich durch die verborgene Thüre des Pallastes davon, und floh in aller Geschwindigkeit nach Ravenna, wo er nicht lange hernach vor Verdrusse starb“ (S. 257). „Flabenigo“ wurde zurückgerufen – „der die Seele der Partey gewesen war, welche den Otto verjaget hatte“ (S. 266) – und traf eine Situation an, in der Byzanz zunehmend in die Defensive geriet, während Konrad II., der bis dahin Venedig massiv unter Druck gesetzt hatte, mit drängenderen Aufgaben beschäftigt war. Nach LeBret überzeugte der neue Doge das Volk von der Notwendigkeit die Orseolo zu vernichten, indem er ihr Regiment als Tyrannei denunzierte, und vor allem, indem er ihnen Rachegelüste für „persönliche Beleidigungen“ unterstellte. Für LeBret war das Volk undankbar, ließ sich „mit einer rednerischen Schminke“ „betäuben“. Doch nicht alle Orseoler waren betroffen, denn selbst der Patriarch Orso und Vitale, der Bischof von Torcello, erscheinen noch auf einer vom Dogen 1040 einberufenen Versammlung. „Wir müssen“, so LeBret über Flabanico, den er ansonsten verachtet, „es ihm zum Ruhme nachsagen, daß von seinen Zeiten an die adelichen Häuser mehr, als zuvor, sich als gleiche Bürger ansahen, welche ein gleiches Recht hätten, durch die Wahl auf den Thron geführet zu werden“ (S. 268). Das wichtigste Gesetz war jedoch „das venetianische Grundgesetz, daß kein Doge seinen Sohn zum Mitregenten erklären [...] oder seinen Nachfolger enennen solle“. Seine „zehen Jahre, vier Monate und sechzehen Tage“ währende Regierungszeit sei ausschließlich mit Innenpolitik ausgefüllt gewesen.

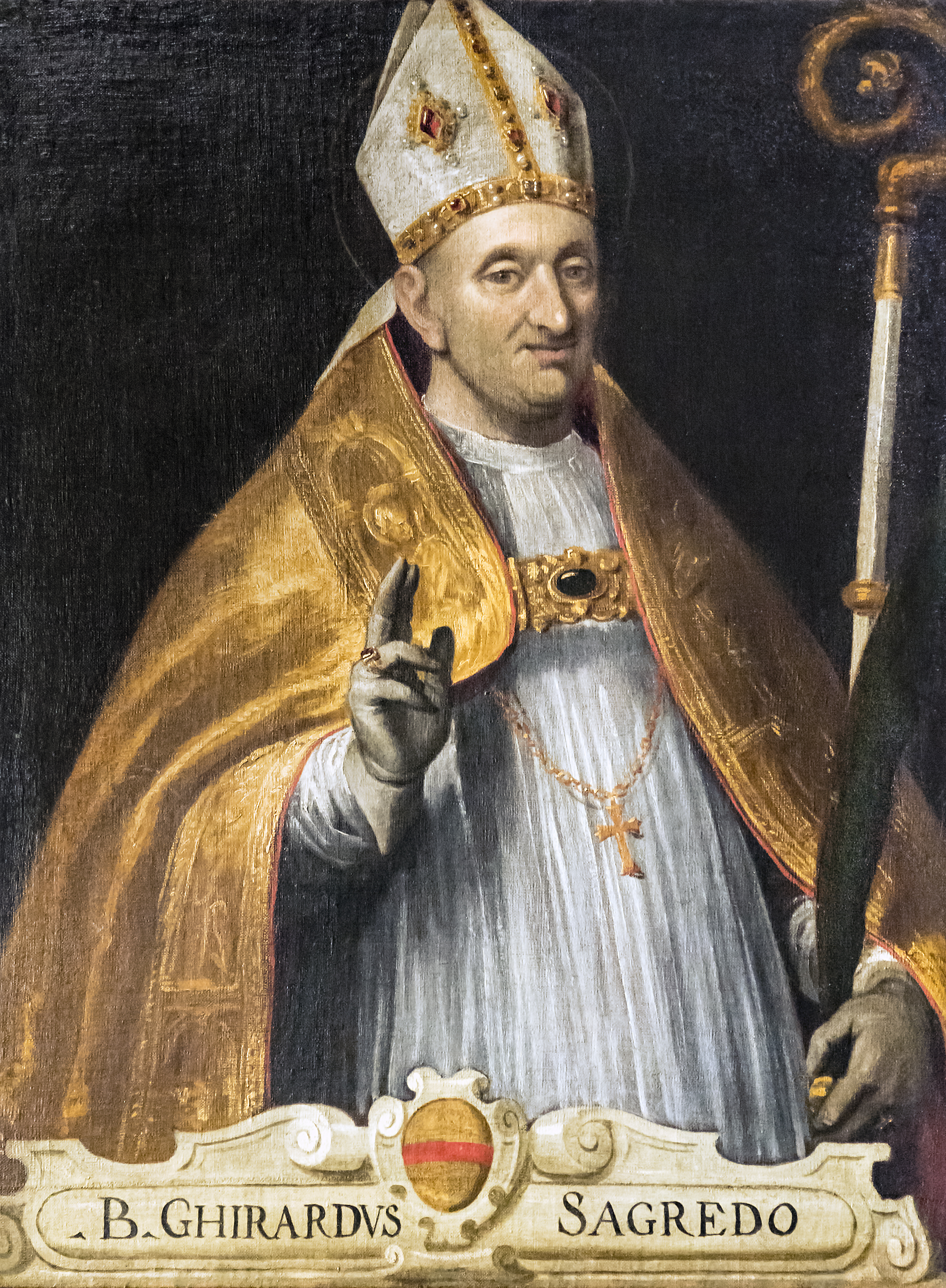
Der selige „Ghirardvs Sagredo“, Öl auf Leinwand, Madonna dell’Orto, um 1622

Anders argumentiert Samuele Romanin, der in den weiteren historischen Zusammenhang einbettende Historiker, der diese Epoche 1853 im ersten der zehn Bände seiner Storia documentata di Venezia darstellte. Er meint „dopo lunga e burrascosa assemblea“ (‚nach einer langen und stürmischen Beratung‘) sei Domenico Centranico auf den Dogenstuhl erhoben worden. Doch sei die Ruhe keineswegs zurückgekehrt, zudem sei er von einer Partei gewählt worden, in der die Orseolofreunde großen Anteil hatten. Hinter der Partei stand ein anderer: Unter Führung der Flabianici war Ottone gestürzt, geschoren und nach Konstantinopel verbannt worden, Orso war geflohen. Für die Venezianer kamen nun ‚überaus unglückliche Zeiten‘, denn einige der dalmatinischen Städte lösten die Verbindung zu Venedig, der Patriarch von Aquileia, Poppo, nahm seine Versuche, in die Verhältnisse in der Lagune einzugreifen wieder auf, Konrad II. lehnte die seit den Karolingern übliche Privilegienerneuerung ab. Zudem war Robert von Frankreich und Wilhelm von Aquitanien die Krone Italiens angetragen worden – beide hatten das Angebot abgelehnt –, hingegen schloss sich der Erzbischof Aribert von Mailand dem deutschen König an. Für Poppo erwirkte Konrad die Anerkennung seiner Ansprüche auf Grado. Allerdings erkannte der Papst 1029 in einer Kehrtwende die Rechte Grados wiederum an. Die wirtschaftlichen Probleme, die aus dieser politischen Gegnerschaft mit Konrad und Poppo entsprangen, untergruben die Herrschaft Centranicos ebenso, wie die Tätigkeit der Orseoli, die in Konstantinopel Unterstützung fanden. Dort war der Schwiegervater von Ottones ältestem Bruder auf den Thron gelangt. Tatsächlich erreichte eine Gesandtschaft unter Führung des Vitale Orseolo, Bischof von Torcello, Konstantinopel, um dessen Bruder Ottone, den Dogen, zurückzuholen. Die Administration des Staates oblag seit dem Sturz Centranicos seinem Bruder Orso, wenn auch nur bis zur erwarteten Rückkehr Ottones. Vor diesem war Flabanico geflohen. Als klar wurde, dass Ottone bereits tot war, legte Orso sein Amt nach 14 Monaten nieder. Ein anderer Orseolo, Domenico, versuchte zwar, das Interregnum zu nutzen, um sich selbst an die Macht zu bringen, doch wurde er vom ‚wütenden‘ Volk verjagt. Er ging nach Ravenna. Hingegen kehrte „Domenico Flabianico“ aus dem Exil zurück, der den Orseolo „nimicissimo“ war, ‚äußerst feindlich gesinnt‘. ‚Vielleicht‘ auf die ‚demokratische Bewegung‘ führt Romanin das Dekret zurück, nach dem die Orseolo verbannt und von jeder Amtswürde ausgeschlossen wurden. Von größter Wichtigkeit sei aber gewesen, dass man nun, nachdem die Dogen fast allesamt drei Jahrhunderte lang versucht hatten, als Amtsnachfolger ihre Söhne oder Brüder einzusetzen, indem sie sie zuvor zu Mitdogen erhoben, diese Praxis generell untersagte. Vielfach war das Volk schon gar nicht mehr gefragt worden, viele der Nachfolger wurden abgesetzt, verbannt oder ermordet. Dieses Gesetz wurde bis zum Ende der Republik beachtet. Darüber hinaus wurde den beiden Tribunen, die seit langer Zeit dem Dogen beigegeben worden waren, die aber keinerlei mäßigende Wirkung erzielt hatten, ein neuer Name und ein neuer Rahmen gegeben. Die ersten Angehörigen dieser Institution, aus der später der Senat hervorging, waren Domenico Selvo und Vital Faliero. Auch andere Städte, wie Mailand, erlebten analoge Umstürze. Dort belagerte Konrad vergebens Mailand. Konrad zog weiter nach Rom, musste sich aber bald vor den üblichen Epidemien eilig nach Deutschland zurückziehen („fu costretto dalle solite epidemie a precipitosamente tornarsene in Germania“) (S. 302). Gleichzeitig besitzen wir, so Romanin, nicht einmal Nachricht über die Beziehungen zum ‚Kaiser des Orients‘. Dieser wiederum war mit den Umtrieben seines Generals Georgios Maniakes auf Sizilien beschäftigt sowie mit der fortschreitenden Expansion der seit 1027 in Apulien auftauchenden Normannen im Süden Italiens. Mit Melfi errichteten sie ihren ersten dauerhaften Stützpunkt. In dieser für Venedig prekären Situation setzte Poppo von Aquileia seine gegen Venedig gerichtete Außenpolitik fort, wobei er bald von Heinrich III. unterstützt wurde. Schließlich nennt Romanin noch den hl. Gerardo Sagredo, der nach Jerusalem pilgerte und auf der Rückreise in Ungarn blieb und dort König Stephan I. beriet. Als der Sohn des Orseolo-Dogen Ottone, Peter Orseolo, König von Ungarn wurde, wurde der spätere Heilige, der sich in Venedig bald großer Verehrung erfreute, ermordet.
Noch stärker betont August Friedrich Gfrörer († 1861) in seiner, erst elf Jahre nach seinem Tod erschienenen Geschichte Venedigs von seiner Gründung bis zum Jahre 1084 die verfassungsgeschichtliche Kehrtwende unter Flabanico. Für ihn war die Regierung Centranigos, von Flabanico ins Amt gebracht, zunächst „ein Versuch, zu vermitteln, die Parteien zu versöhnen“. Gfrörer glaubte, es seien Ottone und Orso gewesen, die die Auslieferung Grados an Poppo, bzw. den Kaiser verlangt hätten. Daher seien sie – wegen des Verdachts auf Hochverrat – nach Istrien geflohen, das zu jenem Reich gehörte, das inzwischen von Konrad II. beherrscht wurde, einem Salier. So würde sich erklären, warum Poppo tatsächlich als Schutzherr der Orseoli in Grado auftreten konnte – dies also keineswegs listig vortäuschte. Damit waren die dortigen Handlungen Poppos „nicht verbrecherische, sondern vertragsmäßige Handlungen“ (S. 440). Gfrörer vermutet, dass dem Ganzen ein Geheimvertrag zugrunde lag, in dem die Orseolo tatsächlich dem Patriarchen Poppo Grado überlassen hätten. Dies hätte aber als Hochverrat gegolten und war damit als offizielle Begründung für eine Anerkennung von Aquileias Rechten nicht brauchbar (S. 443). 1026 entzündete sich der langwierige Streit um die Neubesetzung des kernvenezianischen Bischofsstuhls von Olivolo, der schließlich zum Sturz Ottones führte. Schärfste Gegner waren dabei die Gradonico, die den Bischofsstuhl von Torcello beanspruchten. Gfrörer glaubt: „Otto handelte so, weil er den Patriarchenstuhl aus Grado nach der Hauptstadt Venedig verlegen, aber auf demselben seinen Bruder Orso belassen wollte. Unmöglich konnte er also die Wahl des Gradonico gut heißen“ (S. 446). Die Orseoli wurden nun erneut gestürzt und verbannt. Wäre der Plan gelungen, den Ottone erdacht hatte, dann wäre Venedig eine andere Stadt geworden, so Gfrörer: „schrankenlose Dogen hätten dann dort die Gesetze niedergetreten, die Bürger entwürdigt, die Stühle mit lauter Verwandten, Söhnen, Vettern, Brüdern, blinden Werkzeugen der Willkür des Familienhauptes, besetzt und statt einer glorreichen, meerbeherrschenden Republik, wäre ein elendes, durch allseitigen Argwohn zerrüttetes Fürstenthum aufgekeimt“ (S. 450). Neben Konrad und Poppo bedrängte laut Dandolo König Andreas von Ungarn das kleine Reich Venedigs, denn er beunruhigte unaufhörlich Dalmatien und zwang einige der dortigen Städte, sich ihm zu ergeben. Allerdings verwechsle der Chronist hier König Andreas mit Stephan, der von 997 bis 1038 König war. Stephan hatte dem in Venedig geborenen Sohn Ottones, bekannt als Peter Orseolo, den Befehl über die ungarische Streitmacht übertragen, um ihn sogar als seinen Nachfolger zu empfehlen. Gfrörer nimmt an, Peter sei 1026 nach Ungarn gegangen, als sein Vater Ottone ins Exil gehen musste. Er glaubt, Peter habe, wie alle Orseoli, Dalmatien als eine Art „Erbstück seines Hauses“ betrachtet (S. 454). Gfrörer legt nahe, dass die ungarischen Angriffe auf Dalmatien eine Art Rache Peters für den Sturz seines Vaters darstellten. „In die Enge getrieben“ durch zwei Kriege und innere Konflikte „muss Doge Peter Barbolano mit den gestürzten Orseoli angeknüpft haben.“ Der verbannte Orso kehrte jedenfalls zurück auf den Gradenser Patriarchenstuhl, was spätestens 1029 geschehen sein dürfte, und was ohne Centranigo-Barbolanos Einverständnis unmöglich gewesen sein dürfte. Der Autor glaubt, dass die Unveräußerlichkeit Grados an das Salierreich und an Aquileia die Voraussetzung für diese Rückkehr war. Außerdem glaubt der Autor, Grado seien nicht nur die venezianischen Bistümer unterstellt worden, sondern auch die auf Istrien (S. 457). Damit sollten auch diese vor Poppos Ambitionen geschützt werden. Poppo hingegen weihte einige Jahre später eine Kirche in Cittanuova, und Gfrörer führt ein in Aquileia aufbewahrtes Evangelienbuch an, das den „Eid canonischen Gehorsams verzeichnet, welchen der Bischof von Pola, Johann, seinem Metropoliten, dem Patriarchen Poppo von Aquileja, leistete“ (S. 459). Zwischen 1030 und 1040, womöglich schon früher, hatte Grado demnach seine Suffraganbistümer auf Istrien an Aquileia verloren. Mit der Rückkehr Orsos und der Wiederherstellung Grados geriet Centranigo derartig in die Defensive, dass er, wie Gfrörer annimmt, Kontakte zu Konrad II. anknüpfte, die ihn letztlich den Dogenstuhl kosteten. Er wurde 1030 gestürzt und verbannt. Ottone sollte nun zurückgeholt werden, Orso wurde so lange sein Stellvertreter. Die Anhänger der Rebellen von 1026 flohen vor der Übermacht der Orseoli, auch Flanbanico. Doch, so vermutet der Autor, untergruben sie das Vertrauen des byzantinischen Kaisers, indem sie behaupteten, dass Ottones „Wiedereinsetzung den Inselstaat schweren Gefahren preisgeben würde“. Als Beleg betrachtet Gfrörer die enorm lange Wartezeit von 14 Monaten, in denen Orso das Dogenamt stellvertretend führte, während man auf Ottone wartete, vor allem aber die Tatsache, dass „Flavanico, unmittelbar nach seiner Erhebung zum Dogen, vom Basileus mit dem Titel eines Oberschwertträgers geschmückt“ worden sei (S. 464). Nach Dandolo maßte sich jedoch zunächst Domenico Orseolo das Dogenamt an. Auch dieser Orseolo wurde verbannt. Gfrörer meint, Andrea Dandolo habe „den überaus wichtigen Abschnitt der Geschichte seiner Vaterstadt, welcher vom Tode Peters Orseolo II. bis zum Sturze Domenico Orseolos verlief, stiefmütterlich behandelt.“ Nach Gfrörer hätte Dandolo sonst zugeben müssen, dass „Venetien damals keine schlimmeren Feinde hatte, als seine Dogen, Peter Orseolo II., den Ahn, Otto, den Sohn, und Domenico, den Stammsippen, oder vielleicht Enkel.“ Als Doge sei ihm ein solches Urteil über seine eigenen Amtsvorgänger „unstatthaft“ gewesen. Für den überaus schnellen Sturz Domenico Orsinis gibt Dandolo in der Übersetzung Gfrörers an: „Venetiens Bürger erhoben sich wider Domenico, weil sie die freie Verfassung, unter der sie geboren waren, behaupten, nicht aber Sclaven eines Tyrannen werden wollten.“ Dieses harsche Urteil könne sich kaum auf Domenico beziehen, denn er war ja nur einen Tag im Amt, und von seinen politischen Vorstellungen könne noch nichts bekannt gewesen sein, sondern wohl eher auf den gesamten Clan. Dieser habe im Bunde mit den Saliern gestanden, daher sei Domenico nicht zufällig nach Ravenna geflohen, ins Reichsgebiet. Ottone hingegen war nach Konstantinopel verbannt worden, um diesmal sicher sein zu können, dass er nicht zurückkehre, denn der dortige Kaiser war dem Dogen nicht wohlgesinnt, weil dieser Anlehnung an seinen kaiserlichen Gegner suchte. In die gleiche Richtung, so Gfrörer, weise die Verbannung des Centranico nach Konstantinopel. Auch er habe Unterstützung bei dem Salier gesucht. Gfrörer deutet die byzantinische Partei in Venedig als die, welche die Verfassung gegen die Orseoli stützte. „Auch wenn die Rache der Veneter sie nicht getroffen hätte, würde die von ihnen gegründete Dynastie erst ein Spielzeug, dann ein Opfer salischer Arglist geworden sein.“ Ihre Gegner, die die Verfassung verteidigten, schlossen sich daher Byzanz an. Von dort kam der Titel eines „Oberschwerrträgers“ (S. 470) für den Dogen. „Das alte freundliche Verhältniß zu Byzanz, durch die ehrgeizigen Pläne der Orseoli seit den letzten 20 Jahren unterbrochen, war wieder angeknüpft.“ Seine Anhänger waren die Kaufleute, er selbst lässt keinerlei außenpolitischen Ehrgeiz erkennen. Auch Gfrörer nennt seine wesentliche Verfassungsänderung, das Mitdogenverbot, und das Verbot, seinen Nachfolger zu bestimmen, mithin das Ende der Versuche, eine Erbmonarchie zu errichten, die „mit Unterdrückung der Freiheit“ ende. Erst dieses Gesetz machte Venedig wieder zu einer „Republik mit monarchischer Spitze, die aber nach dem Tode eines jeden Dogen durch einen besondern und völlig freien Akt erneuert werden mußte.“ (S. 471). Die von anderer Hand eingefügte, angebliche Bestimmung, niemals dürfe ein Orseolo wieder Doge werden (was bei dauerhafter Verbannung sowieso unmöglich war, ebenso wie bei dauerhafter Fernhaltung aus allen Ämtern), hält Gfrörer für einen bloßen Vorschlag für ein Gesetz, denn Orso und Vitale blieben ja in Venedig. Auch könne das Wort „consortium“, das Andrea Dandolo benutzte, ebenso „den politischen Anhang des Hauses“ meinen. Bei dieser Gelegenheit greift Gfrörer seine These wieder auf, es habe bereits zwar weit früher ein „großer Rath“ bestanden, doch nun wurde ihm auch eine machtvolle Organisation gegeben, die sich notfalls gegen den Dogen durchsetzen konnte. Aus einer Urkunde, die dem Grobschmied Johann Sagornin ausgestellt wurde, folgert Gfrörer, es habe Gastalden gegeben, die den Orseolo gefügig waren, und die von den Dogen Einnahmen und Aufsicht über die Handwerke führten. Flabanico beendete demnach diesen Zustand, „das Schulzenregiment der Orseoli“, das Gfrörer noch mit anderen Beispielen versucht zu belegen. In die gleiche anti-orseolische Richtung verweise der Beschluss einer Synode von 1040, ein Mindestalter für die Bischöfe (30 Jahre) und Patriarchen einzuführen, denn die Orseoli hatten mehrfach Minderjährige lanciert. Allerdings braucht ein solches Gesetz, mit dieser Stoßrichtung, eine geistige Wende im Kopf desjenigen, der das Gesetz initiierte, nämlich Orso Orseolo. Als ehemaliger stellvertretender Doge und Patriarch sei „er sicherlich später selbst erröthet“. Doch nun „im erwachsenen Mannesalter handelt er nicht mehr wie ein Orseoli, sondern wie ein treuer Knecht Gottes und wie ein guter Bürger seines Landes“ (S. 486).
Diese Widersprüche erkennt auch Pietro Pinton, der Gfrörers Werk im Archivio Veneto in den Jahresbänden XII bis XVI übersetzte und annotierte. Er korrigierte zahlreiche Annahmen Gfrörers, insbesondere wenn es um solche ging, zu denen der Beleg aus den Quellen fehlte oder zu ihnen in Widerspruch stand. Seine eigene kritische Auseinandersetzung mit Gfrörers Werk erschien erst 1883, gleichfalls im Archivio Veneto. Hinsichtlich der Aktivitäten Poppos und Heinrichs auf Istrien nimmt Pinton an, dass es dem Kaiser gelungen war, dort die Reichsrechte wieder durchzusetzen, was durch Poppos Kampf gegen Grado, dem ja auch die istrischen Bistümer unterstanden, erleichtert wurde. Erst mit der Erkenntnis, dass es durch die Kämpfe zu Schädigungen Istriens kam, sorgte der Kaiser für eine Mäßigung im Kampf gegen den Orseolo-Patriarchen. Die Flucht der beiden Orseoli nach Istrien, die Gfrörer als Unterschutzstellung unter den Kaiser deutet, als Hochverrat, lehnt Pinton ab, der eher die persönlichen Feindschaften innerhalb Venedigs als Ursache sieht. Dies passe zudem nicht zur Rückeroberung Grados zum Schaden des Kaisers und des Patriarchen von Aquileia, ebenso wenig dazu, dass die Mehrheit der Volksversammlung den Dogen zwei Mal zurückholte. Als äußerst verwegen betrachtet Pinton die These Gfrörers, die Orseoli wollten das unsichere Grado aufgeben, um auf Rialto ein Patriarchat zu errichten – auch dies ohne Quellen, was Gfrörer – nicht zum ersten Mal – mit einem Geheimabkommen erklärt. So stimmt Pinton zwar zu, dass die Orseoli über den Versuch stürzten, eine Art Monarchie zu errichten, aber die dahinter liegenden Mutmaßungen bis hin zum Hochverrat hält er für nicht haltbar. Zu Recht, so Pinton, halte Gfrörer nun Centranico für eine ‚creatura‘ der Rebellen, insbesondere Flabanicos. Doch Dandolo, der ja die einzige Quelle für die inneren Verhältnisse Venedigs darstellt, meint, der neue Doge sei „a molti inviso“ gewesen, woraus sich viele „torbolenze“ entwickelt hätten. Gfrörer deute dies als Hinweis auf ein schwaches Regiment, doch Hass und Neid, so Pinton, hätten wohl die ganzen vier Jahre des Dogats ausgefüllt. Für den Autor ist es im Übrigen kein Anzeichen für eine Opposition gegen Byzanz, wenn politisch Unliebsame dorthin in die Verbannung geschickt wurden, sondern über Jahrhunderte geübter Brauch. Dazu in Widerspruch stehe zudem, dass Orso von der Mehrheit im Volk nur für die Stellvertreterrolle vorgesehen war, bis sein Bruder Ottone wieder sein Dogenamt einnehmen konnte. Im Gegensatz zu seinen Vorgängern stand Romanos III. den Orseolo weniger nahe, und daher stimmt Pinton, angesichts der Tatsache, dass zu dieser Zeit eine Reise von Konstantinopel nach Venedig 23 Tage in Anspruch nehmen konnte, zu, dass Ottone in der Hauptstadt vom Kaiser festgehalten wurde (S. 361). Im Übrigen kann in Venedig kein allgemeiner Hass auf die Orseoli bestanden haben, denn Orso blieb 14 Monate im Dogenamt, wenn auch nur stellvertretend, und man nahm ihn sogar in die Dogenliste auf. Gfrörer übersehe das gewichtige Wort „usurpatore“ für Domenico Orseolo, und er glaube fälschlicherweise, die Venezianer hätten nur den einen einzigen Tag seiner Amtsführung Zeit gehabt, um den Tyrannen in ihm zu erkennen. Daher habe sich die Abwehr auf die ganze Familie beziehen müssen. Dem widerspricht Pinton, denn die Art und Weise mit der Domenico gewaltsam die Macht usurpierte, während die übrigen Orseolo mit großer Mehrheit gewählt worden waren, führte zur Ablehnung des Domenico Orseolo. Gegen diesen Zweig der Familie richtete sich die nachfolgende Politik Flabanicos mit den bekannten Gesetzen zur Eindämmung der Dogenmacht und Erbmonarchie. Pinton sieht keineswegs einen entstehenden Großen Rat, wie Gfrörer, sondern eine stark schwankende Zahl von Teilnehmern an der Generalversammlung des Volkes – daher die unterschiedliche Zahl an Signaturen, wenn Urkunden ausgestellt wurden. So kam es zu Placiti grandi und minori. Dies hindere nicht anzunehmen, dass die dort explizit genannten „majores“, „mediocres“ und „minores“ sich nicht nach und nach und mehr oder weniger auf die „majores“ reduzierten und damit das Volk repräsentierten.
In seinem Il Palazzo ducale di Venezia von 1861 räumt Francesco Zanotto  der Volksversammlung größeren Einfluss ein. Doch das Volk, immer ‚leichtgläubig weil unwissend‘ („credulo perchè ignorante“), und ‚wankelmütig wie die See‘, habe Ottone stürzen wollen, der jedoch zusammen mit seinem Bruder Orso nach Istrien floh. Auch Poppo von Aquileia intrigierte demnach gegen Orso, besetzte Grado, dabei vorgebend, er wolle sich nur um eine im Stich gelassene Herde kümmern, um dann die Stadt auszuplündern und schwere Verbrechen zu begehen. Die Venezianer holten die Orseoli aus Istrien zurück, diese nahmen die Aufgabe wahr, Poppo zu bestrafen und Grado zurückzuerobern. Doch Hass, Neid, der schlechte Geist der den Orseoli feindlichen Familien hätten, so der Autor, 1026 eine ‚neue Revolte‘ hervorgebracht. Dafür habe wiederum der Streit um den Bischofsstuhl von Torcello den Vorwand abgegeben, wie Zanotto nach Dandolo ausführt. „Stimolati“ von den Flabanici unter ihrem Oberhaupt Domenico, „ein Mann zu jedem Delikt bereit“, ließ sich das Volk unter Führung der Gradenighi zum Sturz des Dogen bereden. Orso nun führte für seinen Bruder Ottone das Vertretungsregiment ab 1026 so gut, dass er den Alten als Doge galt, ja, sein Porträt befand sich unter den übrigen Dogen im Saal des Großen Rates im Dogenpalast, wie Zanotto vermerkt. Doch nachdem sein Bruder in Konstantinopel gestorben war, den Orso hatte zurückholen wollen, trat er von seinem Amt zurück. Die sich anschließende eintägige Regierung des Domenico Orseolo beendete das Volk, vor dem der Usurpator nach Ravenna floh. Dort starb er, nach Sanudo, wie Zanotto angibt, ‚nach nur nach acht Tagen‘ (S. 69). Die anti-orseolische Partei wählte den exilierten Flabanico nun zum Dogen. Auch bei Zanotto stehen im Folgenden die beiden wichtigen Gesetze im Mittelpunkt, mit denen die Nachfolge geregelt und die Kontrolle des Dogen durch zwei „consiglieri“ festgesetzt wurde. In wichtigen Fragen sollte eine Consulta zu Rate gezogen werden, zu der die erfahrensten und angesehensten Bürger gehören sollten. Diese Einrichtung bildete nach Zanotto den Kern der Pregadi, also des späteren Senates, der unter Jacopo Tiepolo stabilisiert wurde. Für seine Politik sei der Doge von allen Historikern gelobt worden. Doch die alten Privilegien konnte er im Römisch-deutschen Reich Konrads II. nicht erneuern, und in Byzanz misstraute man wohl dem Mann, der die Orseolo gestürzt hatte. Vielleicht schlossen sich die Städte Dalmatiens wieder Byzanz an, möglicherweise sogar die Städte Istriens. Bei Zanotto erhielt Flabanico den Titel eines „protospatario“ entweder erst von Kaiser Michael IV. (1034–1041) oder, wie Andrea Dandolo wolle („come vuole il Dandolo“), von Konstantin VIII. (1025–1028). Zanotto sieht hier offenbar keinen Widerspruch.
Für Heinrich Kretschmayr stellten sich die Vorgänge wieder anders dar. Er räumt ein, schon „während der Regierung des Dogen Otto muss eine starke Opposition gegen die Orseoler sich herausgebildet haben, von deren Werden und Wachsen freilich nichts verlautet.“ Diese Opposition zwang Ottone und Orso 1024 zur ersten Flucht. Die Brüder kehrten jedoch zurück und eroberten im Oktober/November 1024 das zuvor von Poppo okkupierte Grado, und noch im Dezember widerrief der Papst die Anerkennung der Rechte Aquileias. – Doch im März 1026 erschien Konrad II. in Italien und wurde zu Ostern 1027 zum Kaiser gekrönt. „Ihm galten die Venezianer für Rebellen, die widerrechtlich Grado gegen Kaiser und Reich besetzt hielten“. „Man musste sie unterwerfen“, stellt Kretschmayr knapp fest. Konrad sei gewillt gewesen, den Versuch Ottos II. zu wiederholen, und der venezianischen Unabhängigkeit ein Ende zu setzen (S. 146). Schon im Frühjahr 1026 hatte Konrad die Bestätigung der venezianischen Privilegien verweigert. „Vertrieben oder aus eigenem Entschluss fliehend enteilte Otto an den Hof Romanos' III. nach Konstantinopel.“ Ein „farb- und harmloser Verlegenheitskandidat“, nämlich Domenico Centranigo, wurde statt des Führers der Opposition Domenico Flabanico zum Dogen gewählt. Der Sturz Ottones änderte jedoch nichts am Grundkonflikt, denn: „Die Sache von Aquileja war die Sache des Reiches, das Interesse von Grado lief dieser entgegen“ (S. 147). „Unter dem Drucke des kaiserlichen Willens und der deutschen Waffen“ wurde Grado durch den Papst dem Patriarchen von Aquileia unterstellt. Allerdings konnte Poppo das inzwischen besser befestigte Grado nicht erobern, „‚zerfetzte‘ – wie Dandolo malerisch sich ausdrückt – im Vertrauen auf kaiserliche Hilfe die venezianischen Grenzlande.“ Der „Verlegenheitskandidat“ konnte sich zwar ein halbes Jahrzehnt behaupten, doch habe er vielen nicht gefallen, „den Handwerkern unbillige Fronverpflichtungen für das Palatium anbefohlen“. Nachdem er in die Verbannung nach Konstantinopel geschickt worden war, berief man Ottone zurück. Kretschmayr mutmaßt, Ottone sei im „Spätfrühling? 1032“ gestorben. „Orsos Verweserschaft erlosch von selbst, und der Versuch des Domenico Orseolo, vielleicht eines Enkels des großen Pietro, den Dogat gewaltsam an sich zu bringen, förderte die Sache der Gegner erst recht.“ Vielleicht im Sommer 1032 kehrte „Domenico Flabiano“ aus der Verbannung zurück, während Domenico Orseolo nach Ravenna floh. „Die sogleich erlassene Verordnung, die dem durch Wahl zu erhebenden Dogen die Erwählung eines Mitregenten verbot“, sollte die bisher übliche Nachfolgeregelung unterbinden, durch die der Mitregent nach dem Ableben des Dogen sein Nachfolger geworden war. „Die Zeit der erblichen Monarchie war für Venedig vorüber“. Drei Familien hatten versucht, eine solche Erbmonarchie einzurichten, und auch die letzten Versuche, die noch bis ins 12. Jahrhundert unternommen wurden, sollten scheitern, fasst Kretschmayr zusammen. Den Beschluss von 1040, der ein Mindestalter für die Prälaten vorsah, sieht Kretschmayr im Zusammenhang mit dem „Zeitalter Gregors VII.“, dessen kirchliche Reformtendenzen „an den Grenzen des Seelands in der altberühmten Abtei Pomposa einen Mittelpunkt“ fanden. Die Priesterweihe sollte demnach nicht mehr vor dem 30. Lebensjahr, die des Diakons nicht mehr vor dem 25. stattfinden dürfen (S. 151). Dabei nahm die Zahl der Reliquien zu, die Kirchenbauten wurden aufwändiger, doch Venedig hielt „an der von Byzanz anererbten Oberhoheit über den Klerus unverbrüchlich fest.“ Insgesamt, so der Autor angesichts der ungünstigen Quellenlage, „ist unsere Erkenntnis der Geschichte namentlich der Jahre 1032–1080 schattenhaft genug“ (S. 155). Flabanico, „den das Chronicon Justiniani des 14. Jahrhunderts einen scharfsinnigen und rechtschaffenen Mann nennt“ herrschte nach Kretschmayr von 1032 bis 1042/43.
Für John Julius Norwich in seiner stark vereinfachenden und den historiographischen Diskurs weitgehend ignorierenden History of Venice, die von 1977 bis 2011 mehrfach aufgelegt wurde, reagierten die Venezianer schockiert auf den Glauben der Orseolo, die oberste Autorität sei ein bloßes „perquisite of the Orseolo clan“. „The Venetians […] showed their disgust in the clearest way possible – by conferring the dogeship on Domenico Flabanico, a wealthy silk-merchant who had led the insurrection six years before“. Gegen das Vorhaben Ottone Orseolos und seiner Brüder, eine Erblichkeit des Dogenamts durchzusetzen, hatte sich eine Opposition geformt, die ihn, der bis dahin nur Reliquien ‚geklaut‘ hatte, auf den Dogenstuhl spülte. Die ersten dunklen Wolken über den Orseolo, so Norwich, waren bereits 1019 mit der Ernennung Poppos aufgetaucht. Folgt man dem Autor, so flohen Orso und Ottone 1022–23 nach Istrien. Die zurückkehrenden Brüder vertrieben „Poppo and his followers with surprisingly little fuss“, eine Synode wies 1024 Poppos Ansprüche zurück. Hätte der Doge nur „a modicum of sensitivity to popular opinion“ gezeigt, wären die Orseoli vielleicht an der Macht geblieben. Wie er knapp anmerkt, habe aber „a further scandal over Church appointments“ zum bekannten Sturz Ottones geführt. Dieser verbrachte den Rest seines Lebens in Konstantinopel. Sein Nachfolger Centranico „struggled to reunite the city, but his efforts were in vain“. Nach dem Autor begannen sich die dynastischen Ehen der Orseolo zunächst auszuzahlen. Die Verwandtschaft in Konstantinopel kündigte die Handelsverträge, die in Ungarn ging zum Angriff auf Dalmatien über. Während sich die Probleme des neuen Dogen und seiner Partei verschärften, „nostalgia for the old days grew“. „The crisis came in 1032“, als Centranico gestürzt wurde, und Vitale „hurried off to Constantinople with an invitation to his brother to resume the throne“. „All seemed set for a restoration“, doch nun starb Ottone. Infolgedessen trat Orso zurück, und ein letzter Versuch durch Domenico Orseolo, „some obscure offshoot of the family“, war geradezu eine „miserabile parodia“, wie Norwich Roberto Cessi zitiert. Danach war der Weg für Flabanico frei, die Heranziehung von Co-Dogen zu untersagen, und damit die Erbfolge. Norwich merkt an, dass es bis zum Ende der Republik nur zwei Fälle gab, in denen der gleiche Familienname in der Liste der Dogen unmittelbar aufeinander folge. In beiden Fällen folgte ein Bruder dem Bruder, und es gab keinerlei Zweifel an der Korrektheit der Wahl. Es gab nicht einmal einen Versuch, einen Mitdogen zu erheben, „factions were forgotten“. Damit wurden die elf Jahre des Flabanico zu einem ‚Meilenstein‘ in der Geschichte Venedigs. Erst nach dessen Tod mussten sich die Venezianer wieder mit anderen Dingen beschäftigen, als ‚den beiden Dingen, die sie am besten konnten‘ „: making money, and enlarging and beautifying their city.“

### Erzählende Quellen
- Ester Pastorello (Hrsg.): Andrea Dandolo, Chronica per extensum descripta aa. 460-1280 d.C., (= Rerum Italicarum Scriptores XII,1), Nicola Zanichelli, Bologna 1938, S. 208 f. (Digitalisat, S. 208 f.)
- Giovanni Monticolo (Hrsg.): Cronache veneziane antichissime (=Fonti per la storia d'Italia, IX), Rom 1890, S. 175 f. (Bd. 1, Digitalisat, PDF)
- Roberto Cessi (Hrsg.): Origo civitatum Italiae seu Venetiarum (Chronicon Altinate et Chronicon Gradense), Rom 1933, S. 29, 120, 139ff.
- Roberto Cessi, Fanny Bennato (Hrsg.): Venetiarum historia vulgo Petro Iustiniano Iustiniani filio adiudicata, Venedig 1964, S. 74–77.
- Marino Sanudo: Le vite dei dogi, hgg. von Giovanni Monticolo (= Rerum Italicarum Scriptores XXII,4), S. 149 ff.

### Rechtsetzende Quellen
- Harry Bresslau (Hrsg.): Conradi II diplomata (=Monumenta Germaniae Historica, Diplomata reg. et imp. Germ., IV), Hannover/Leipzig 1909, S. 277 f. („Konrad schenkt der Kirche zu Aquileia, der die Venezianer die durch synodale Beschlüsse zugesprochene Gemeinde Grado vorenthalten, zur Entschädigung den bisherigen Besitz der Venezianer zwischen Piave und Livenza.“). (online)